# Michael Miersch

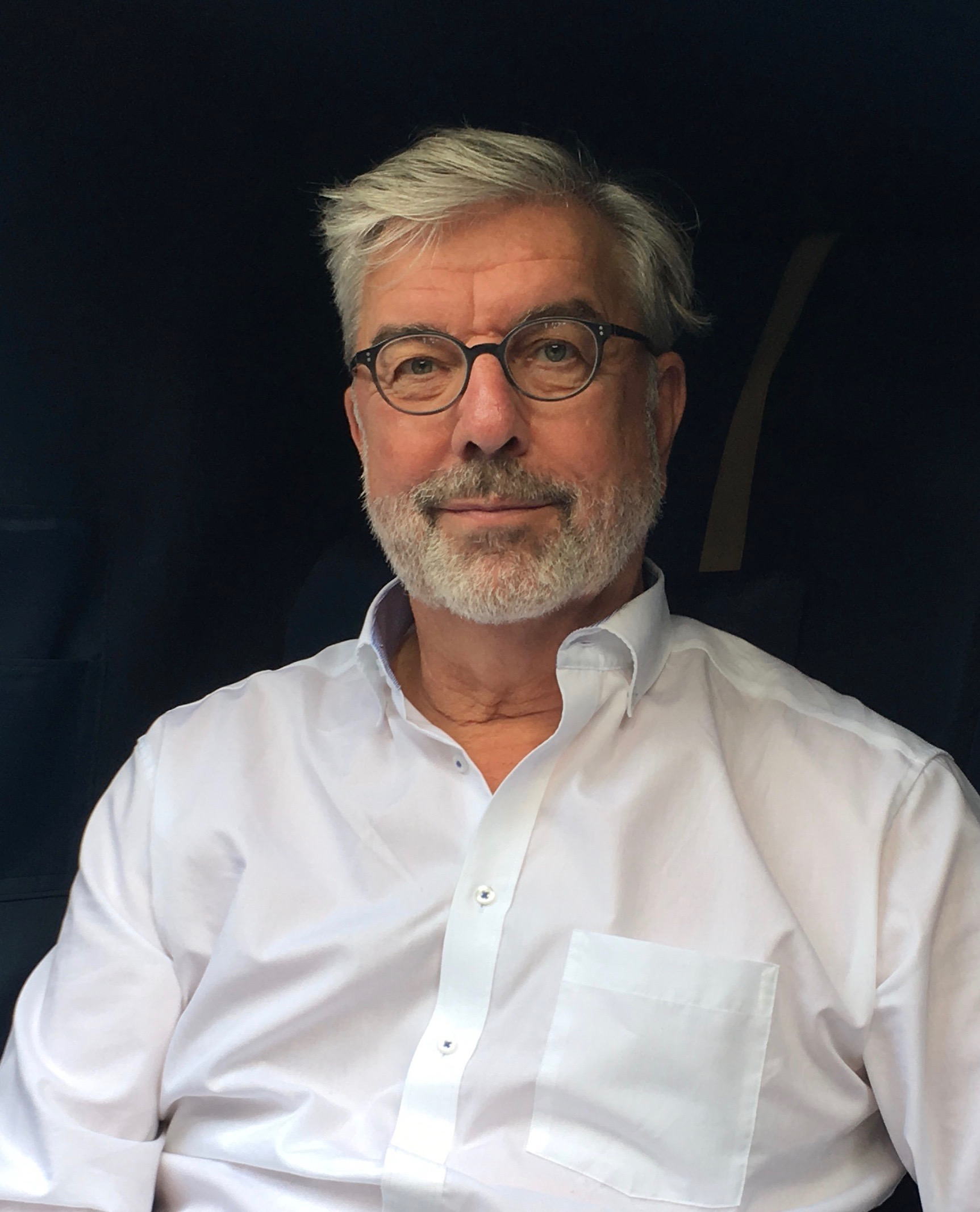
Michael Miersch (2019)

Michael Miersch (* 1956 in Frankfurt am Main) ist ein deutscher Publizist und Dokumentarfilmer.

## Werdegang
Miersch wuchs in Frankfurt, Bamberg und Hanau auf, studierte zunächst in Frankfurt Germanistik und wechselte später zur Fachhochschule Frankfurt, um Sozialarbeit zu studieren. Er arbeitete kurz als Diplom-Sozialarbeiter und begann 1985 ein Volontariat bei der Tageszeitung (Taz). Nach einiger Zeit beim hr-fernsehen (Hessen heute) wurde er Redakteur des Umweltmagazins Chancen und ab 1989 bei Natur. Von 1993 bis 2006 arbeitete er als freier Journalist, Buch- und Filmautor. Danach war er als Autor und Berater der Chefredaktion bei den Zeitschriften Cicero und Die Weltwoche tätig. Von 2008 bis 2010 arbeitete er als Kommentator für die Tageszeitung Die Welt, wo er, meist gemeinsam mit Dirk Maxeiner, über ein Jahrzehnt lang (2003–2014) auch allwöchentlich eine Kolumne veröffentlichte. Danach war er Ressortleiter Wissen beim Magazin Focus. Von 2014 bis 2022 war Miersch Geschäftsführer „Kommunikation und Bildung“ bei der Deutschen Wildtier Stiftung.
Die meisten Filme realisierte er gemeinsam mit dem Produzenten und Kameramann Gerd Weiss.
Seit 2021 publiziert er auf seiner eigenen Website. Die Texte wurden von anderen Medien übernommen, unter anderem durch die Ruhrbarone.
Miersch ist Mitglied im PEN Berlin.

## Arbeitsfelder
Artikel von Miersch erschienen in über siebzig europäischen Zeitungen, Zeitschriften und Magazinen sowie als Radiobeiträge. Das Autorengespann Maxeiner und Miersch schrieb mehrere Sachbücher zu politischen und ökologischen Themen, die in Politik und Medien kontrovers diskutiert wurden. Übersetzungen erschienen unter anderem in Amerika und China. Bücher, Reportagen und Kolumnen von Miersch erhielten Auszeichnungen in den USA, Spanien und Deutschland. Zusammen mit Dirk Maxeiner und Henryk M. Broder war er bis Januar 2015 Redakteur, Autor und Herausgeber des Weblog Die Achse des Guten. Seinen Abschied begründete er mit einer Rechtsverschiebung des ehemals liberalen Meinungsprofils des Blogs. Im November 2015 trat Miersch auch als Gesellschafter und Miteigentümer zurück.
Mierschs Texte, Bücher und Filme wurden mehrfach ausgezeichnet, darunter mit dem Ludwig-Erhard-Preis für Wirtschaftspublizistik und mit der Auszeichnung „Wissenschaftsbuch des Jahres“ (2000 und 1996) der Zeitschrift Bild der Wissenschaft.

## Aussagen
Miersch wendet sich gegen seiner Meinung nach übertriebene Risikowahrnehmung und aus seiner Sicht ungerechtfertigte Untergangsprognosen. Er kritisiert, dass aus den berechtigten Anliegen des Umwelt- und
Naturschutzes eine Ideologie gebildet würde, der „Ökologismus“. Seine Thesen zu Gentechnik, Tierschutz, globaler Erwärmung und anderen Umweltthemen wurden immer wieder kontrovers diskutiert.

## Kritik
Miersch wurde 2013 in einer Publikation des Umweltbundesamtes (UBA) wegen seiner Ansichten zur globalen Erwärmung gemeinsam mit u. a. Dirk Maxeiner und Fritz Vahrenholt als ein dem wissenschaftlichen Konsens widersprechender „Klimawandelskeptiker“ bezeichnet. Miersch klagte vor dem Verwaltungsgericht gegen das Umweltbundesamt. Die Klage wurde im November 2015 abgewiesen; das Gericht urteilte, die Aussagen des UBA seien „sachlich, nicht verfälschend und nicht überzogen“ gewesen. Miersch legte Berufung beim Oberverwaltungsgericht Magdeburg ein; diese wurde 2017 abgewiesen. Unterstützung für ihre Kritik am Umweltbundesamt erhielten Miersch und Maxeiner dabei unter anderem durch Beiträge in Die Zeit, Der Spiegel, die Süddeutsche Zeitung und Die Welt. Der Deutsche Journalistenverband beschwerte sich beim damaligen Umweltminister Altmaier. Im Bundestag kritisierten FDP-Abgeordnete das Umweltministerium für die Broschüre.
Achim Brunnengräber et al. halten in einem wissenschaftlichen Buchbeitrag fest, dass Miersch während der Amtszeit von Vahrenholt Leiter der Kommunikationsabteilung der Deutschen Wildtier Stiftung war und sie beide zusammen die Klimaschutzziele der Bundesregierung angriffen und unter anderem gegen die Windenergie gerichtete Kampagnen durchführten, um die Positionen der fossilen Energieindustrie zu unterstützen.
Der Umwelthistoriker Frank Uekötter attestierte Miersch und seinem Kollegen Dirk Maxeiner, nach ihrem Ausscheiden aus der Redaktion des Magazins Natur 1993 „eine Art Planstelle ‚Ätzende Kritik‘ für sich monopolisiert“ zu haben. Seither investierten sie „einen Gutteil ihrer intellektuellen Energie darin, mit Renegateneifer über Irrtümer und Verfehlungen der Umweltbewegung herzuziehen“. Getrieben „von einer Lust am politisch Unkorrekten“ sei „der empörte Aufschrei der Gegenseite“ fest eingeplant, wobei sie verglichen mit den 1990ern „einen zunehmend schrillen Tonfall“ nutzten, „der jede Diskussion im Keim erstickt.“ Besonders kritisierte er, dass Maxeiner und Miersch „den Ökologismus“ pauschal zu einer Form des religiösen Fundamentalismus erklärten. Letztendlich laufe ihre Kritik darauf hinaus, „die Umweltbewegung als eine Gruppe unverbesserlicher Hysteriker darzustellen“.

## Bücher
- Öko-Optimismus (mit Dirk Maxeiner), Metropolitan Verlag, Düsseldorf 1996, ISBN 3-89623-018-2
- Lexikon der Öko-Irrtümer – Überraschende Fakten zu Energie, Gentechnik, Gesundheit, Klima, Ozon, Wald und vielen anderen Umweltthemen (mit Dirk Maxeiner), Eichborn Verlag, Frankfurt am Main 1998, ISBN 3-8218-0586-2
- Das bizarre Sexualleben der Tiere – Ein populäres Lexikon von Aal bis Zebra, Eichborn Verlag, Frankfurt am Main 1999, ISBN 3-8218-1519-1
- Life Counts – Eine globale Bilanz des Lebens (mit Dirk Maxeiner, Michael Gleich und Fabian Nicolay). Berlin Verlag, Berlin 2000, ISBN 3-8270-0350-4
- Das Mephisto-Prinzip – Warum es besser ist, nicht gut zu sein (mit Dirk Maxeiner), Eichborn Verlag, Frankfurt am Main 2001, ISBN 3-8218-1636-8
- Die Zukunft und ihre Feinde – Wie Fortschrittspessimisten unsere Gesellschaft lähmen (mit Dirk Maxeiner), Eichborn Verlag, Frankfurt am Main 2002, ISBN 3-8218-3912-0
- Schöner Denken. Wie man politisch unkorrekt ist (mit Henryk M. Broder, Josef Joffe und Dirk Maxeiner), Piper Verlag München 2007, ISBN 978-3-492-05016-6
- Biokost & Ökokult. Welches Essen ist wirklich gut für uns und unsere Umwelt (mit Dirk Maxeiner), Piper Verlag München 2008, ISBN 978-3-492-05100-2
- Frohe Botschaften: Maxeiner und Miersch über den alltäglichen Wahnsinn (mit Dirk Maxeiner), WJS-Verlag Berlin 2008, ISBN 978-3-937989-39-6
- Früher war alles besser: Ein rücksichtsloser Rückblick (mit Henryk M. Broder, Josef Joffe, Dirk Maxeiner), Albrecht Knaus Verlag 2010, ISBN 3-8135-0385-2
- Zwischen Tieren: Von flirtenden Fischen, lüsternen Lurchen und verliebten Vögeln (Illustrationen: Claudia Bernhardt), Istprodukt, Berlin 2012, ISBN 978-3-00-037718-1
- Die Hippies haben gewonnen: Wie der deutsche Konsens zustande kam, Amazon E-Book, München 2012
- Ein Schwabinger Monolog, Amazon E-Book, München 2012
- Alles grün und gut? Eine Bilanz des ökologischen Denkens (mit Dirk Maxeiner), Albrecht Knaus Verlag, München 2014, ISBN 978-3-8135-0650-1.
- Schöner Denken 2. 99 Phrasen für die geistige Inneneinrichtung der Nation (mit Josef Joffe), Edition TIAMAT, Berlin 2022, ISBN 978-3-89320-292-8.
- Einmal Freiheit und zurück. Mein schönes Leben zwischen Kaltem Krieg und Klimakatastrophe, Edition Tiamat, Berlin 2023, ISBN 978-3-89320-304-8.

## Dokumentarfilme
- Und ewig sterben die Wälder 2011 (mit Tobias Streck)
- Ein Wald voller Gespenster 2009 (mit Gerd Weiss)
- Serengeti hinter den Deichen 2007 (mit Gerd Weiss)
- Ach du lieber Hirsch 2005 (mit Gerd Weiss)
- Durchs wilde Korsika 2004 (mit Gerd Weiss)
- Tierische Untermieter 2003 (mit Gerd Weiss)
- Tiger, Bauern und Touristen 2001 (mit Hiltrud Jäschke)
- Gottes liebste Kreatur 2001 (mit Gerd Weiss)
- Reporter der Schöpfung. Vierteilige Reihe 1997 (mit Gerd Weiss)
- Kundschafter im Tierreich. Sechsteilige Reihe 1995 (mit Gerd Weiss)